# Янку, Павел
Павел Янку (чеш. Pavel Janků; 28 апреля 1969, Шумперк, Чехословакия) — чешский хоккеист, нападающий. Участник чемпионата мира 1995 в составе сборной Чехии. Лучший снайпер Чешской Экстралиги 1995 года.

## Биография
Павел Янку начал свою хоккейную карьеру в городе Брно.
С 1988 по 1993 год играл в чемпионате Чехословакии за «Зетор» Брно и тренчинскую «Дуклу».
С 1993 по 2011 год выступал в чешской Экстралиги за «Злин», «Карловы Вары», «Оцеларжи» Тршинец, «Всетин», «Усти-над-Лабем», «Млада Болеслав» и «Кладно».
Играя за Усти-над-Лабем, трижды (в 2007, 2009 и 2011 годах) становился чемпионом чешской первой лиги.
Самым лучшим сезоном для Павела Янку стал сезон 1994/95 в составе «Злина»: он стал серебряным призёром чемпионата, лучшим снайпером регулярного чемпионата, лучшим бомбардиром и снайпером плей-офф.
В составе сборной Чехии принимал участие в чемпионате мира 1995, на котором чешская сборная заняла 4 место.
После окончания игровой карьеры Павел Янку работал ассистентом главного тренера в «Оцеларжи».
Сейчас работает индивидуальным тренером для небольших групп хоккеистов.

## Достижения

### Командные
- Серебряный призёр чемпионата Чехии 2000

### Личные
- Лучший снайпер Экстралиги 1995 (28 шайб)
- Лучший бомбардир (17 очков) и снайпер (9 шайб) Экстралиги 1995

## Статистика
- Чешская Экстралига (чемпионат Чехословакии) — 756 игр, 286 шайб, 255 передач
- Чешская первая лига — 200 игр, 71 шайба, 70 передач
- Сборная Чехии — 21 игра, 2 шайбы
- Всего за карьеру — 977 игр, 359 шайб